# Арно Бругес Даві
Арно Бругес Даві (ісп. Arnau Brugués Davi; нар. 5 березня 1985) — колишній іспанський тенісист.
Найвищу одиночну позицію світового рейтингу — 135 місце досяг 7 листопада 2011, парну — 238 місце — 16 липня 2012 року.

## Фінали ATP Челленджер і ITF Ф'ючерс

### Одиночний розряд: 23 (17–6)
| Легенда              |
| -------------------- |
| ATP Челленджер (1–1) |
| ITF Ф'ючерс (16–5)   |

| Фінали за покриттям |
| ------------------- |
| Тверде (17–5)       |
| Ґрунт (0–1)         |
| Трава (0–0)         |
| Килим (0–0)         |

| Результат | В-П  | Дата     | Турнір                       | Рівень     | Покриття | Суперник               | Рахунок                 |
| --------- | ---- | -------- | ---------------------------- | ---------- | -------- | ---------------------- | ----------------------- |
| Перемога  | 1–0  | Лип 2008 | США F19, Годфрі              | Ф'ючерс    | Тверде   | Ерлінґ Твейт           | 6–1, ret.               |
| Поразка   | 1–1  | Чер 2009 | Малайзія F1, Куала-Лумпур    | Ф'ючерс    | Тверде   | Луїджі Д'Агорд         | 3–6, 5–7                |
| Поразка   | 1–2  | Лип 2009 | США F18, Джоплін             | Ф'ючерс    | Тверде   | Блейк Строуд           | 1–6, 3–6                |
| Перемога  | 2–2  | Сер 2009 | США F20, Декейтер            | Ф'ючерс    | Тверде   | Метт Рейд              | 7–5, 6–2                |
| Поразка   | 2–3  | Вер 2009 | Болівія F2, Кочабамба        | Ф'ючерс    | Ґрунт    | Гідо Пелья             | 2–6, 7–6(7–3), 6–7(5–7) |
| Перемога  | 3–3  | Вер 2009 | Мексика F9, Леон             | Ф'ючерс    | Тверде   | Хуан-Мануель Елісондо  | 7–5, 6–2                |
| Перемога  | 4–3  | Жов 2009 | США F26, Мансфілд            | Ф'ючерс    | Тверде   | Бруно Родрігес         | 6–0, 6–3                |
| Перемога  | 5–3  | Лют 2010 | Мексика F1, Мехіко           | Ф'ючерс    | Тверде   | Мігель Гальярдо-Вальєс | 6–2, 6–4                |
| Перемога  | 6–3  | Лют 2010 | США F6, Гарлінген            | Ф'ючерс    | Тверде   | Андрій Куманцов        | 7–6(7–2), 6–3           |
| Перемога  | 7–3  | Лют 2011 | Франція F2, Фешероль         | Ф'ючерс    | Тверде   | Фабріс Мартен          | 2–6, 6–3, 7–5           |
| Поразка   | 7–4  | Лют 2011 | Франція F3, Брессюїр         | Ф'ючерс    | Тверде   | Максім Отом            | 4–6, 4–6                |
| Перемога  | 8–4  | Кві 2011 | США F8, Оклахома-Сіті        | Ф'ючерс    | Тверде   | Димитар Кутровський    | 7–5, 6–1                |
| Перемога  | 9–4  | Кві 2011 | США F9, Літл-Рок             | Ф'ючерс    | Тверде   | Алекс Богдановіч       | 6–3, 6–1                |
| Перемога  | 10–4 | Кві 2011 | Туреччина F14, Анталія       | Ф'ючерс    | Тверде   | Йозеф Ковалик          | 7–5, 6–2                |
| Перемога  | 11–4 | Тра 2011 | Туреччина F15, Анталія       | Ф'ючерс    | Тверде   | Штефан Зайферт         | 6–3, 6–1                |
| Перемога  | 12–4 | Чер 2011 | Іспанія F18, Мадрид          | Ф'ючерс    | Тверде   | Джеймс Макгі           | 7–5, 6–7(3–7), 7–6(7–0) |
| Перемога  | 13–4 | Чер 2011 | Іспанія F20, Мартос (Хаен)   | Ф'ючерс    | Тверде   | Андрес Артуньєдо       | 6–2, 6–3                |
| Перемога  | 14–4 | Лип 2011 | Іспанія F22, Пальма-дель-Ріо | Ф'ючерс    | Тверде   | Мілослав Мечирж        | 6–1, 6–3                |
| Перемога  | 15–4 | Лип 2011 | Пенза, Росія                 | Челленджер | Тверде   | Михайло Кукушкін       | 4–6, 6–3, 6–2           |
| Перемога  | 16–4 | Тра 2012 | Туреччина F17, Анталія       | Ф'ючерс    | Тверде   | Брайден Клейн          | 6–2, 6–4                |
| Поразка   | 16–5 | Тра 2012 | Туреччина F18, Анталія       | Ф'ючерс    | Тверде   | Робін Керн             | 3–6, 6–7(4–7)           |
| Перемога  | 17–5 | Лип 2012 | Іспанія F18, Пальма-дель-Ріо | Ф'ючерс    | Тверде   | Джошуа Мілтон          | 6–1, 6–1                |
| Поразка   | 17–6 | Сер 2012 | Пособланко, Іспанія          | Челленджер | Тверде   | Роберто Баутіста Аґут  | 3–6, 4–6                |

### Парний розряд: 8 (5–3)
| Легенда              |
| -------------------- |
| ATP Челленджер (2–1) |
| ITF Ф'ючерс (3–2)    |

| Фінали за покриттям |
| ------------------- |
| Тверде (4–2)        |
| Ґрунт (1–1)         |
| Трава (0–0)         |
| Килим (0–0)         |

| Результат | В-П  | Дата     | Турнір                     | Рівень     | Покриття | Партнер                | Суперники                             | Рахунок                    |
| --------- | ---- | -------- | -------------------------- | ---------- | -------- | ---------------------- | ------------------------------------- | -------------------------- |
| Перемога  | 1–0\ | Чер 2009 | Малайзія F1, Куала-Лумпур  | Ф'ючерс    | Тверде   | Луїджі Д'Агорд         | Лі Сіньхань Ян Цзунхуа                | 7–6(4–7), 6–4              |
| Перемога  | 2–0\ | Чер 2009 | Малайзія F2, Петалінг-Джая | Ф'ючерс    | Тверде   | Луїджі Д'Агорд         | Чжень Ді Філліп Кінг                  | 6–2, 6–3                   |
| Поразка   | 2–1  | Січ 2010 | США F2, Голлівуд           | Ф'ючерс    | Ґрунт    | Віктор Естрелья Бургос | Стефано Янні Маттео Віола             | 7–6(7–1), 1–6, [7–10]      |
| Перемога  | 3–1  | Лют 2010 | США F5, Браунсвілл         | Ф'ючерс    | Тверде   | Віктор Естрелья Бургос | Бретт Джолсон Крістофер Клінґеманн    | 7–6(7–2), 6–3              |
| Поразка   | 3–2  | Чер 2011 | Іспанія F18, Мадрид        | Ф'ючерс    | Тверде   | Ісраель Віор-Діас      | Династія Південна Ці Ван Їнчжен       | 3–6, 4–6                   |
| Перемога  | 4–2  | Лип 2011 | Пенза, Росія               | Челленджер | Тверде   | Малік Джазірі          | Сергій Бубка Адріан Менендес-Масейрас | 6–7(6–8), 6–2, [10–8]      |
| Поразка   | 4–3  | Лип 2011 | Астана, Казахстан          | Челленджер | Тверде   | Малік Джазірі          | Костянтин Кравчук Денис Молчанов      | 6–7(4–7), 7–6(7–1), [3–10] |
| Перемога  | 5–3  | Чер 2012 | Фюрт, Німеччина            | Челленджер | Ґрунт    | Жуан Соуза             | Раміз Джунейд Пурав Раджа             | 7–5, 6–7(4–7), [11–9]      |

## Часовий графік результатів
| W | Ф | ПФ | ЧФ | #Р | КТ | К# | DNQ | A | NH |

### Одиночний розряд
| Турніри Великого шлему                 |     |     |     |     |       |     |    |
| Відкритий чемпіонат Австралії з тенісу |     | К3р | К2р | 1р  | 0 / 1 | 0–1 | 0% |
| Відкритий чемпіонат Франції з тенісу   | К1р |     | К1р | К1р | 0 / 0 | 0–0 | –  |
| Вімблдонський турнір                   | К1р |     | К2р | К1р | 0 / 0 | 0–0 | –  |
| Відкритий чемпіонат США з тенісу       |     | К1р | К1р |     | 0 / 0 | 0–0 | –  |
| В-П                                    | 0–0 | 0–0 | 0–0 | 0–1 | 0 / 1 | 0–1 | 0% |
| Тур ATP Мастерс 1000                   |     |     |     |     |       |     |    |
| Indian Wells Open                      |     |     | К1р |     | 0 / 0 | 0–0 | –  |
| Відкритий чемпіонат Маямі з тенісу     |     |     | К1р |     | 0 / 0 | 0–0 | –  |
| Мастерс Монте-Карло                    |     |     | К1р |     | 0 / 0 | 0–0 | –  |
| Мастерс Мадрид                         | К1р |     |     | К1р | 0 / 0 | 0–0 | –  |
| В-П                                    | 0–0 | 0–0 | 0–0 | 0–0 | 0 / 0 | 0–0 | –  |